# تستوسترون انانتات
تستوسترون انانتات(به انگلیسی: Testosterone enanthate) یا تستوسترون هپتانوات(به انگلیسی: Testosterone heptanoate) که با نامهای تجاری دلاتستریل(به انگلیسی: Delatestryl) و زایوستد(به انگلیسی: Xyosted) نیز شهرت دارد، یک استروئید آنابولیک با اثرات آندروژنیک است. این ترکیب پودر کریستالی سفید رنگ غیرقابل حل در آب، قابل حل در الکل، کلروفورم، اتر، استون و روغنهای گیاهی است. این ترکیب در برابر تابش نور حساس است.
اثر آندروژنیک:تستوسترون آندروژن درونزاد است که گیرنده های موجود در اعضا و بافتهای پاسخ دهنده به آندروژن را تحریک کرده و بلوغ اعضای جنسی مردانه و ایجاد صفات ثانویه جنسی را تسریع می کند.
اثر ضد نئوپلاسم: تستوسترون اثر مهار کننده و ضد استروژن بر تومورها و متاستازهای پستان (که حساس به هورمون باشند) دارد.